# Светлана Мугоша
Светлана Мугоша Антић (рођена 13. новембар, 1964. у Подгорици, ФНР Југославија) је бивша црногорска рукометашица која је играла за репрезентације Југославије и Аустрије. На Олимпијским играма у Лос Анђелесу 1984. освојила је златну медаљу, а у Сеулу 1988. била је четврта. На Светском првенству је играла 1986. када је Југославија заузела шесто место и 1990. када је освојила сребру медаљу. Са репрезентацијом Аустрије освојила је бронзану медаљу на Светском првенству 1999. и пето место на Олимпијским играма 2000. Играла је за Будућност, Хипобанку, Безанкон.
Сестра је рукометашице Љиљане Мугоше.